# Julia Mann (Badminton)
Julia Mann (* 9. August 1971 in Solihull) ist eine englische Badmintonspielerin. 

## Karriere
Julia Mann nahm 2000 im Dameneinzel an Olympia teil. Sie kämpfte sich dabei bis in Runde drei vor und wurde somit 9. in der Endabrechnung. In ihrer Heimat England gewann sie nach einem Titel 1995 von 1997 bis 2003 sieben Einzeltitel in Folge. International war sie unter anderem bei den US Open erfolgreich.

## Sportliche Erfolge
| Saison | Veranstaltung                  | Disziplin   | Platz | Name                        |
| ------ | ------------------------------ | ----------- | ----- | --------------------------- |
| 1990   | Portugal International         | Dameneinzel | 1     | Julia Mann                  |
| 1990   | Portugal International         | Damendoppel | 1     | Julia Mann / Tanya Groves   |
| 1991   | Swiss Open                     | Damendoppel | 3     | Julie Bradbury / Julia Mann |
| 1995   | England: Einzelmeisterschaften | Dameneinzel | 1     | Julia Mann                  |
| 1997   | Scottish Open                  | Dameneinzel | 1     | Julia Mann                  |
| 1997   | England: Einzelmeisterschaften | Dameneinzel | 1     | Julia Mann                  |
| 1998   | England: Einzelmeisterschaften | Dameneinzel | 1     | Julia Mann                  |
| 1999   | England: Einzelmeisterschaften | Dameneinzel | 1     | Julia Mann                  |
| 2000   | England: Einzelmeisterschaften | Dameneinzel | 1     | Julia Mann                  |
| 2000   | Olympia                        | Dameneinzel | 9     | Julia Mann                  |
| 2001   | Japan Open                     | Dameneinzel | 5     | Julia Mann                  |
| 2001   | England: Einzelmeisterschaften | Dameneinzel | 1     | Julia Mann                  |
| 2002   | Portugal International         | Dameneinzel | 1     | Julia Mann                  |
| 2002   | US Open                        | Dameneinzel | 1     | Julia Mann                  |
| 2002   | England: Einzelmeisterschaften | Dameneinzel | 1     | Julia Mann                  |
| 2003   | England: Einzelmeisterschaften | Dameneinzel | 1     | Julia Mann                  |
| 2004   | Canadian Open                  | Dameneinzel | 1     | Julia Mann                  |